# Despersonalização
Nas áreas da psiquiatria e da psicologia, a despersonalização é entendida como uma desordem dissociativa, caracterizada por experiências de sentimentos de irrealidade, de ruptura com a personalidade, processos amnésicos e apatia. Pode ser um sintoma de outras desordens como transtorno bipolar, transtorno de personalidade borderline, depressão, esquizofrenia, estresse pós-traumático e ataques de pânico. A despersonalização pode ainda surgir com o consumo de drogas, como Cannabis, Ecstasy ou dimetiltriptamina (N,N-dimetiltriptamina, onde: N,N-dimetil-1H-indolo-3-etanamina), cuja abreviatura é DMT; mas há outras causas: esta pode desenvolver-se devido a uma exposição prolongada a estresse, mudanças repentinas no contexto pessoal, laboral ou social, entre outros factores. A despersonalização encontra-se intimamente relacionada com a ansiedade.
Enquanto desordem isolada, é desencadeada pela vivência de uma situação traumática, como maus tratos (de natureza física ou psicológica), acidentes e desastres. Esta pode ainda despoletar-se no indivíduo se este atravessar um conflito interno insuportável: a mente passa por um processo inconsciente de dissociação - separa (dissocia) conhecimento, informações ou sentimentos incompatíveis ou inaceitáveis oriundos do pensamento (realidade) consciente. Foi descrita pela primeira vez pelo psiquiatra francês Ludovic Dugas.

## Sintomas
De acordo com a última edição da DSM-IV, a despersonalização surge como uma desordem dissociativa:  As características essenciais do Transtorno de Despersonalização consistem de episódios persistentes ou recorrentes de despersonalização, caracterizados por um sentimento de distanciamento ou estranhamento de si próprio (Critério A).
O indivíduo pode sentir-se como um autômato ou como se estivesse em um sonho ou em um filme. Pode haver uma sensação de ser um observador externo dos próprios processos mentais, do próprio corpo ou de partes do próprio corpo. Vários tipos de anestesia sensorial, falta de resposta afetiva e uma sensação de não ter o controle das próprias ações, incluindo a fala, frequentemente estão presentes. O indivíduo com Transtorno de Despersonalização mantém um teste de realidade intacto (por ex., consciência de que isto é apenas uma sensação e de não ser realmente um autômato) (Critério B).
A despersonalização é uma experiência comum, devendo-se fazer este diagnóstico apenas se os sintomas forem suficientemente severos para causar sofrimento acentuado ou prejuízo no funcionamento (Critério C).
Uma vez que a despersonalização é uma característica comumente associada a muitos outros transtornos mentais, um diagnóstico separado de Transtorno de Despersonalização não é feito se a experiência ocorre exclusivamente durante o curso de outro transtorno mental (por ex., Esquizofrenia, Transtorno de Pânico, Transtorno de Estresse Agudo ou outro Transtorno Dissociativo). Além disso, a perturbação não se deve aos efeitos fisiológicos diretos de uma substância ou de uma condição médica geral (Critério D).
Esta característica importante da despersonalização é que a pessoa tem total noção de que os seus sintomas não são normais e de que algo está errado consigo. O indivíduo pode perceber uma alteração insólita no tamanho ou forma dos objetos (macropsia ou micropsia), pode apresentar fotossensibilidade (sentir-se ofuscado e incomodado por luz) e as pessoas podem parecer estranhas ou mecânicas. Outras características associadas incluem sintomas de ansiedade, sintomas depressivos e uma perturbação do sentido de tempo. A pessoa sente-se desapegada dos seus amigos e familiares, começa a sentir o mundo de uma forma diferente e irreal, bem como um grande vazio no seu íntimo, como se a sua personalidade se lhe tivesse sido "roubada" (daí o nome de despersonalização, da ruptura da personalidade), o que a leva a isolar-se. Num período inicial, desorganizado da doença, instauram-se, por vezes, sintomas depressivos perante a grande mudança que se operou na forma da pessoa percepcionar o mundo, os outros e a si própria. Em conjunto com sintomas depressivos, muitas vezes, o paciente fica obcecado em busca de uma causa para todos estes sintomas. Muitas vezes, são os pacientes que realizam o seu próprio diagnóstico. Isto é natural, visto o pouco conhecimento que os clínicos têm sobre esta patologia, bem como a dificuldade que os indivíduos possuem em explicar os seus sintomas. A forma como uma pessoa percepciona e sente a realidade, o seu "eu" e a relação com os outros é algo tão subtil e vago que, por vezes, apenas metáforas e analogias podem explicar estes sintomas.
A despersonalização é a alteração da sensação a respeito de si próprio, enquanto a desrealização é a alteração da sensação de realidade do mundo exterior sendo preservada a sensação a respeito de si mesmo. Contudo ambas podem acontecer simultaneamente. A classificação norte-americana não distingue mais a desrealização da despersonalização, encarando-as como o mesmo problema.
Contrariamente ao que o nome pode sugerir, a despersonalização não trata de um distúrbio de perda da personalidade: este problema inclusive não tem nenhuma relação com qualquer aspecto da personalidade normal ou patológica.
O aspecto central da despersonalização é a sensação de estar desligado do mundo como se, na verdade, estivesse sonhando. O indivíduo que experimenta a despersonalização tem a impressão de estar num mundo fictício, irreal mas a convicção da realidade não se altera. A desrealização é uma sensação e não uma alteração do pensamento como acontece nas psicoses onde o indivíduo não diferencia realidade da "fantasia". Na despersonalização o indivíduo tem preservado o senso de realidade apesar de ter uma sensação de que o que está vendo não é real. É comum a sensação de ser o observador de si próprio e até sentir o movimento de saída de dentro do próprio corpo de onde se observa a si mesmo de um lugar de fora do próprio corpo.
A ocorrência eventual das sensações de despersonalização ou desrealização é comum. Algumas estatísticas demonstram que aproximadamente 70% da população em geral já experimentou alguma vez esses sintomas, não podendo constituir um transtorno enquanto ocorrência esporádica. Porém se acontece continuamente ou com frequência proporcionando significativo sofrimento, passa a ser considerado um transtorno. A severidade pode chegar a um nível de intensidade tal que o paciente deseja morrer a continuar vivendo.
O diagnóstico desse transtorno dissociativo só pode ser feito se outros transtornos foram descartados como as síndromes psicóticas, estados de depressão ou ansiedade, especialmente o pânico. Nessas situações as despersonalizações e desrealizações são comuns constituindo-se num sintoma e não num transtorno à parte.

## Fisiopatologia da Despersonalização
Outros estudos têm apontado para uma hiperactivação da região interna do córtex pré-frontal e de uma hipoactivação do sistema límbico, nomeadamente das amígdalas. Enquanto que a primeira estrutura é responsável pelo controle das emoções, inibindo a segunda, quando activada, o sistema límbico é fundamental para as emoções e na coordenação destas com as percepções. Quando o quadro descrito se observa, verifica-se uma inibição emocional que leva aos estados de apatia sentidos pelos pacientes. De facto, o sentimento de irrealidade pode ser explicado pela falta de cor emocional que as percepções dos pacientes revelam. Deste modo, recebem-se impulsos de natureza visual, auditiva, entre outros, mas, no seu processamento, não se activa o sistema límbico, fundamental para lhes conferir significância afectiva. Deste modo, tudo surge igual e sem emoções interligadas para os despersonalizados. Pode-se, então explicar o seu distanciamento à realidade, visto que não lhe providencia sentimentos. De certa forma, é a ausência de emoções que altera as percepções físicas.
Os pacientes conseguem indicar a significância ou a emoção que normalmente teriam em relação a certa pessoa ou a certo objecto, contudo não conseguem senti-los, devido à inibição observada. Esta discordância entre o que se espera sentir e o que se sente provoca grande sofrimento nas pessoas despersonalizadas. Ao contrário de outras patologias, as pessoas têm plena noção do que deveriam sentir e do que não sentem.
A despersonalização e desrealização são sintomas que podem surgir associados ao pânico/ansiedade/medo e pertencem a um grupo de sensações/sentimentos conhecidos por Dissociação.
Existe uma escala que avalia o grau de dissociação que varia numa pontuação entre 0 e 10. Por exemplo algumas das pessoas com perturbação de pânico obtêm nesta escala valores entre 4 e 5. Muitas pessoas com ataques de pânico afirmam que os ataques começam com a experiência de despersonalização e/ou desrealização.
Sensações dissociativas:
-sensibilidade à luz e ao som.
- visão em túnel.
- sensação de que o corpo aumentou, sentido-o maior que o normal.
- sentir que o corpo diminuiu a proporções mínimas.
- objectos parados parecem mexer-se.
- estar a guiar no carro e aperceber-se que não se lembra de uma parte ou da totalidade da viagem.
- estar a ouvir alguém a falar e aperceber-se de que não ouviu nada ou partes do que a outra pessoa disse.
- por vezes “ficar a olhar para o espaço” e não ter a noção de que o tempo passou.
atenção: muitas destas sensações dissociativas são normais. Elas só constituem problema quando influenciam a vida da pessoa causando desconforto e/ou problemas emocionais/psicológicos.
As pessoas que sentem despersonalização/desrealização sentem-se divorciadas tanto do mundo como do seu próprio corpo. Geralmente as pessoas alegam sentir “que a vida é vivida como se tivessem num sonho”. As coisas parecem irreais, desfocadas e há quem diga que se sente separado do seu próprio corpo. Outra característica desta condição poderá incluir pensamentos “estranhos” ou uma constante preocupação das quais as pessoas acham difícil “desligar”.
O autor Paul David descreve:
“É como se as pessoas por mais que tentem, sentem que não conseguem lidar bem com o mundo à sua volta. Sentem-se distanciadas daquilo que as rodeia, sendo difícil falarem e ligarem-se a outras pessoas. Podem sentir que já não nutrem sentimentos por outras pessoas que lhes são próximas. A pessoa parece que já não se sente como normal e isso pode custar muito a quem passa por essa experiência.
A despersonalização é em muitos casos um subproduto da ansiedade, uma vez que as pessoas engrenam por um caminho de preocupações, medos, receios e constante vigília sobre aquilo que pensam, sentem ou fazem. Há uma auto consciencialização das coisas enorme, fazendo assim com que a pessoa se sinta absorta aos seus próprios processos internos. É extremamente frequente as pessoas sentirem medo de poderem ficar loucas, perder o controle, mas não - não vão ficar loucas ou perder o controlo. Este estado surge por estar constantemente preocupado(a) em relação aos seus problemas. A despersonalização/desrealização não faz mal por si só, não é perigosa nem constitui uma perturbação grave. É natural que as pessoas poderão ser mais ou menos afetadas consoante o tipo de situação, ansiedade e contexto em que se inserem, mas com paciência e compreensão esta sintomatologia passa.
A despersonalização ocorre com a ansiedade porque você está tão habituado(a) a observar-se a si mesmo(a), a questionar o que tem, dia sim-dia sim que começa a sentir-se afastado do mundo exterior. A sua mente tornou-se mais “cansada” e menos resiliente (facilidade para ultrapassar obstáculos, resistência emocional e psicológica) pois aquilo que faz é observar e preocupar-se com todos os seus sintomas. É como se a mente tivesse sido bombardeada com pensamentos de preocupação e se torna-se fatigada. Quando a mente se cansa psicologicamente e emocionalmente sentimos estes estranhos sentimentos de distanciamento do mundo à nossa volta e de nós mesmos, experienciando um estado de pseudossonho. É aí que podemos começar a convencer-nos de que estamos a piorar, a ficar loucos, que estamos a perder o controlo. Mas não estamos a enlouquecer, a nossa mente é que está tão cansada que nos pede uma pausa, um descanso de toda esta introspeção, análise interna e absorção.
Quando as pessoas dão por elas no ciclo da preocupação/ruminação começam a pensar profundamente e constantemente, é um ciclo. Estudam-se em profundidade, verificando, observando e concentrando-se nos seus sintomas. Até podem acordar de manhã apenas para continuar este hábito “Como é que eu me sinto hoje de manhã?” “Será que consigo sentir-me bem durante o dia?” “Que nova sensação é esta que eu sinto?” Isto pode durar todo o dia, provocando assim um cansaço adicional ao que já existe na nossa mente. Esta constante verificação e observação dos seus sintomas torna-se então um hábito, mas tal como todos os outros hábitos, este também pode ser mudado.
Ruminação, preocupação, receios; ficamos tão preocupados acerca do modo como nos sentimos que não pensamos em mais nada. É de espantar que se sinta tão distanciado e afastado daquilo que o(a) rodeia? É de espantar que não se consiga concentrar?
Algumas pessoas quando estudam para os exames durante horas a fio, chegam ao ponto em que já não conseguem assimilar informação. Por isso, fazem uma pausa e continuam no dia seguinte. Para si não há cá pausas ou time-outs.
O que muitas pessoas não sabem é que a despersonalização pode ocorrer em pessoas sem ansiedade ou questões de pânico. Pode acontecer quando alguém perdeu uma pessoa que ama, quando se tem um acidente de aviação, ou um choque emocional de qualquer tipo recente. É um mecanismo de defesa, é como se fosse o modo que o corpo encontra para nos proteger de toda a preocupação ou mágoa que possamos estar a sentir. Isto normalmente é temporário e quando a pessoa que está em luto ultrapassa alguma da sua mágoa, a despersonalização diminui e/ou desaparece.
O problema com a ansiedade é que as pessoas que sofrem dela têm uma tendência para se preocupar e a despersonalização surge como proteção a todo este estresse e preocupação diária. As pessoas podem então sentir-se distanciadas, distantes, vazias, sem emoções. O que acontece nessa altura é que as pessoas começam a preocupar-se e a obcecar sobre este novo sentimento, pensando que é algo sério e grave, ou que poderão enlouquecer. Até poderão mesmo “esquecer” a sua ansiedade e focarem-se apenas neste novo sentimento o que poderá fazer com que estes sentimentos e sensações aumentem. A desrealização cresce à medida que entramos no ciclo de preocupação e medo e por isso o nosso corpo protege-nos destes sentimentos cada vez mais, fazendo-o(a) sentir-se mais distanciado(a) e distanciado(a). É esta preocupação e medo sobre estas sensações e sentimentos que o(a) mantêm no ciclo.
A maneira de ultrapassar a despersonalização não é preocupar-se ou obcecar acerca dela, mas dando-lhe o espaço necessário e não se sentir “dominado(a)” ou “arrebatado(a)” por ela. Ver a despersonalização como um mecanismo que o corpo encontra para nos proteger e não como um sinal de que algo terrível irá acontecer ou que poderá enlouquecer. Este sintoma é como qualquer outro e quanto mais se preocupa ou obceca acerca dele maior o problema se poderá tornar e mais tempo poderá manter-se no ciclo.”
“É interessante reparar que, apesar dos sintomas de despersonalização e desrealização serem conhecidos como dois dos sintomas mais comuns dos ataques de pânico, a capacidade para dissociar não é mencionada na literatura relativa à perturbação de pânico. Nem é mencionado que muitas pessoas dissociam primeiro e experienciam um ataque de pânico como reação à dissociação.
Houve alguma especulação entre psiquiatras que trabalhavam na área da dissociação – de que as pessoas com perturbação de pânico de facto dissociam primeiro e têm pânico de seguida, mas não há pesquisa substancial nesta área. Profissionais da saúde mental australianos que trabalham com clientes com ansiedade reportaram ser esta uma das causas da reação de pânico para muita gente – os sintomas dissociativos.
As pessoas que dissociam têm esta tendência desde a infância, muito embora muitas dessas pessoas se tenham esquecido que tinham essa capacidade em crianças. Esta tendência pode ser de novo ativada mais tarde na vida como resultado de um evento estressor e/ou não comer/dormir apropriadamente.
Muita da pesquisa indica que estes estados podem ser induzidos numa fracção de segundo. A maioria de nós que tem ataques de pânico não está ciente do modo como o fazemos tão facilmente e consequentemente entramos em pânico cada vez que entramos num estado de consciência alterado. A nossa experiência também demonstra que as pessoas podem experienciar uma sensação de “choque eléctrico” ou um “calor dormente” nestes estados alterados. Isto também aumenta o medo e pânico que podemos estar a morrer ou a ficar loucos.”
Uma outra experiência demonstra que as pessoas podem experienciar sensações de tonturas como resultado da desrealização. A pesquisa demonstra que não é tanto a desrealização que causa as tonturas mas sim a magnitude na mudança de estado de consciência que pode causar sentimentos e sensações de tonturas.
Muitas pessoas que experienciam despersonalização e desrealização podem acordar a meio da noite, com um ataque de pânico noturno. A pesquisa indica que estes ataques ocorrem na mudança de consciência, ao entrar no sono, ao fazer a mudança entre os diferentes estágios do sono (do sono leve para o profundo, do profundo para o leve). A mudança de consciência durante o sono é semelhante à mudança de consciência que as pessoas conseguem experienciar quando dissociam durante o dia.
Muitas pessoas com a perturbação de pânico estão assustadas com a sua capacidade para dissociar, outras nem tanto. Uma das maneiras mais fáceis de as pessoas entrarem num estado dissociativo é quando estão relaxadas e/ou quando estão com o “olhar fixo”: fora da janela, a guiar, a ver TV, a ler um livro, ao utilizar o PC, quando estão a falar com alguém. As luzes fluorescentes também podem desencadear um estado de trance tal como a autoabsorvição (estado em que a pessoa está hiper atenta aos processos internos, sejam eles sensações, pensamentos, sentimentos). Quanto mais absorvido a pessoa fica mais pode induzir um estado dissociativo.

## Factores agravantes e factores atenuantes

### Agravantes
- Consumo de drogas (se estas podem desencadear esta patologia, parece óbvio que o seu consumo poderá agravá-la);
- Cafeína - Ao aumentar a ansiedade, agrava os sintomas dissociativos.
- Nicotina
- Multidões e locais com muitos estímulos, por exemplo a rua (parece que numa pessoa com despersonalização, os seus sintomas se agravam quando tem de processar muitos estímulos, o que não significa que deva evitar contactos sociais, pelo contrário.)
- Insónias;
- Dormir demais (parece que os ciclos de sono estão bastante relacionados com a síndrome de despersonalização. Poderá parecer paradoxal, mas existe uma menor sensação de despersonalização durante o sono, talvez devido a um adormecimento do córtex pré-frontal);
- Lembrar-se de sua condição de despersonalizado;
- Demasiada introspecção;
- Isolamento social;
- Situações de estresse.

### Atenuantes
- Exercício físico (o intenso parece agravar os sintomas);
- Dor/estimulação física - beliscar-se, etc - (não incluir automutilação que pode aliviar inicialmente, para logo depois agravar severamente o estado despersonalizado);
- Relações sociais;
- Álcool (ao desinibir o córtex pré-frontal fornece um alívio temporário dos sintomas dissociativos. Seria interessante a realização de estudos correlativos entre o alcoolismo e a prevalência de despersonalização). É importante destacar que o álcool fornece um alívio temporário, porém é completamente contraindicado se o paciente estiver usando algum medicamento.
- Olhar-se no espelho (convence a pessoa de que ela existe como ser individual, de personalidade própria, diferente dos outros).
- O próprio sexo, o contato com outra pessoa (corpo a corpo), ajuda no esquecimento da despersonalização.
- Relaxar um bom período de tempo.

## Terapêutica
Não existe qualquer terapia que se tenha revelado significativa no tratamento da despersonalização, mostrando-se uma desordem bastante resistente a tratamentos. Muitos clínicos parecem apostar na utilização de SSRI ou na psicoterapia, sendo que os maiores resultados se têm obtido com a última opção. Contudo, as respostas aos tratamentos parecem variar bastante de paciente para paciente.
A sensação de despersonalização desaparece, frequentemente, com o tratamento. Este só se justifica se a situação persistir, reaparecer ou causar sofrimento. Demonstraram-se eficazes a psicoterapia psicodinâmica, a terapia comportamental e a hipnose, mas não existe um tipo único de tratamento que seja eficaz para todas as pessoas com uma perturbação de despersonalização. Os tranquilizantes e os antidepressivos podem ajudar algumas pessoas. A despersonalização associa-se, frequentemente, a outras perturbações mentais que necessitarão de ser tratadas ou é desencadeada por elas. Deve ter-se em conta qualquer tipo de stress relacionado com o início (instalação) da perturbação de despersonalização.
De um modo geral, consegue-se algum grau de alívio. A recuperação completa é possível para muitas pessoas, especialmente para aquelas cujos sintomas ocorrem em ligação com qualquer stress identificado durante o tratamento. Um grande número de pessoas com uma perturbação de despersonalização não responde bem ao tratamento, embora possa melhorar gradual e espontaneamente.

## Casos Graves
Alguém sofrendo de despersonalização severa pode perder qualidade de vida e desenvolver uma depressão crônica.
Se o problema relacionado com a despersonalização for tratado, a despersonalização severa - assim como em qualquer outro dos seus graus - pode ter seus sintomas reduzidos e até mesmo anulados.

## Contexto Existencial
Existencialistas usam o termo num contexto diferente. Despersonalização, do ponto de vista existencialista, é o tratamento dado a pessoas considerando-as objectos, ou desconsiderando seus sentimentos. R. D. Laing usou o termo "despersonalização" como o medo da perda da autonomia nas relações interpessoais. [carece de fontes?]

## Filmes
- «Numb» (em inglês)
- «Tarnation». (em inglês)